# Man and Machine
Man and Machine es el octavo álbum de estudio de la banda alemana de heavy metal U.D.O., publicado en 2002 por Breaker Records. A diferencia de las producciones anteriores el disco logró una crítica mixta por parte de la prensa especializada. Por ejemplo, Gary Hill del sitio Allmusic mencionó que las composiciones eran poco inspiradas sobre todo en las canciones más lentas, mientras que en la revista Rock Hard indicaron todo lo contrario.
Dentro de la lista de canciones destaca la power ballad «Dancing with an Angel», que es un dueto entre Udo Dirkschneider y Doro Pesch, y que fue escogida para ser el video musical promocional del álbum. Por otro lado, el disco alcanzó el puesto 71 en la lista Media Control Charts de Alemania en abril del mismo año.

## Lista de canciones
Todas las canciones escritas por Udo Dirkschneider y Stefan Kaufmann

| N.º | Título                  | Duración |  |
| 1.  | «Man and Machine»       | 5:40     |  |
| 2.  | «Private Eye»           | 3:57     |  |
| 3.  | «Animal Instinct»       | 4:12     |  |
| 4.  | «The Dawn of the Gods»  | 4:53     |  |
| 5.  | «Dancing with an Angel» | 4:12     |  |
| 6.  | «Silent Cry»            | 5:22     |  |
| 7.  | «Network Nightmare»     | 4:04     |  |
| 8.  | «Hard to Be Honest»     | 4:51     |  |
| 9.  | «Like a Lion»           | 4:16     |  |
| 10. | «Black Heart»           | 4:32     |  |
| 11. | «Unknown Traveller»     | 6:52     |  |

| Pistas adicionales para Japón |                           |          |  |
| N.º                           | Título                    | Duración |  |
| 12.                           | «Metal Eater» (en vivo)   |          |  |
| 13.                           | «Heart of Gold» (en vivo) |          |  |

| Pistas adicionales en la versión aniversario de 2012 |                                 |          |  |
| N.º                                                  | Título                          | Duración |  |
| 12.                                                  | «Man and Machine» (en vivo)     | 6:22     |  |
| 13.                                                  | «Dancing with an Angel» (remix) | 4:32     |  |

## Músicos
- Udo Dirkschneider: voz
- Stefan Kaufmann: guitarra eléctrica
- Igor Gianola: guitarra eléctrica
- Fitty Wienhold: bajo
- Lorenzo Milani: batería

Músicos invitados
- Doro Pesch: voz en «Dancing with an Angel»
- Frank Knight: coros en «Animal Instinct» y «The Dawn of the Gods»